# Социално движение
Социалното или още обществено движение е общ термин, с който се означават повече или по-малко организирани общности, включващи хора, организации или хора и организации, които си поставят различни цели, свързани с обществото и политиката. Социалните движения са тясно свързани с демократичните процеси и държавното устройство. В политологията и социологията се изследват два основни типа социални движения. Първият тип, това са популярни социални движения, чиито идеи са подкрепени от общественото мнение и защитават определени ценности. Вторият тип са неправителствени групи, които влияят по различни начини на политическата дейност, като често могат да се превърнат в политически партии.
Понятието сoциално движение е въведено за първи път през 1850 г. от Лоренц фон Щайн в неговата книга „История на френските социални движения от 1789 година до днес“ (Geschichte der sozialen Bewegung in Frankreich von 1789 bis auf unsre Tage. – Leipzig, 1850).
Първите социални движения са свързани с индустриализацията, пазарната икономика и Френската революция.
Втората вълна на социални движения е след Втората световна война, когато възникват феминизмът, ЛГБТ движението, антивоенните движения, движенията за правата на човека и движенията за защита на околната среда.